# Preparatoria Abierta SEP
La Preparatoria Abierta SEP o Prepa Abierta SEP es un servicio educativo público de modalidad no escolarizada del Sistema Educativo Nacional que proporciona la Secretaría de Educación Pública a través de la Dirección General de Bachillerato y los gobiernos de todos los estados  de la República Mexicana que permite iniciar o concluir los estudios del nivel bachillerato en México.

## Historia
El artículo 3.o de la Constitución Política de los Estados Unidos Mexicanos establece:

«Toda persona tiene derecho a la educación. El Estado impartirá y garantizará la educación 
inicial, preescolar, primaria, secundaria, media superior y superior. La educación inicial, preescolar, primaria y secundaria, conforman la educación básica; ésta y la media superior serán obligatorias, la educación superior lo será en términos de la fracción X del presente artículo. La educación inicial es un derecho de la niñez y será responsabilidad del Estado concientizar sobre su importancia».
Artículo 3.o de la Constitución

El desarrollo de la educación media superior en México y particularmente del bachillerato, ha estado relacionado con los acontecimientos políticos y sociales de cada época, los cuales han influido de manera decisiva en la evolución que éste ha seguido hasta su situación actual. La Preparatoria Abierta por su parte se desarrolló paralelamente al surgimiento de lo que hoy es conocido como Bachillerato General, por ello se debe presentar primero la historia de la evolución de este subsistema.
En 1971 se creó por decreto presidencial, el Centro para el Estudio de Medios y Procedimientos Avanzados de la Educación (CEMPAE), para promover el desarrollo de la tecnología educativa, el cual generó un modelo de enseñanza para el nivel medio superior, el de la Preparatoria Abierta. Este modelo académico fue desarrollado en 1973 por el CEMPAE y el Instituto Tecnológico y de Estudios Superiores de Monterrey (ITESM).
En enero de 1979, por propuesta del Consejo Coordinador de Sistemas Abiertos de Educación Superior de la Secretaría de Educación Pública, se integra un plan de trabajo para prestar el servicio en todo el país bajo la responsabilidad del CEMPAE y de la Dirección General de Acreditación y Certificación (DGAC). En estas condiciones CEMPAE se encarga de promover el sistema, capacitar asesores, así como de la edición, distribución y comercialización de los materiales didácticos y la DGAC tenía a su cargo normar y operar los procedimientos de acreditación y certificación; elaborar, reproducir y distribuir instrumentos de medición del aprendizaje, organizar y controlar la aplicación y calificación de los mismos; registrar y elaborar informes de resultados y emitir certificados, tanto parciales como de ciclo.
En marzo de 1979, la DGAC inicia el ofrecimiento de los servicios de acreditación y certificación en la Ciudad de México y en octubre del mismo año en doce entidades: Aguascalientes, Campeche, Guanajuato, Guerrero, Hidalgo, Jalisco, Morelos, Nuevo León, San Luis Potosí, Sinaloa, Sonora y Tamaulipas. En 1980 se extendió el servicio a 17 entidades más y para 1985 se logra la cobertura nacional con la incorporación de Puebla (1982) y Durango (1985).
En la implantación del modelo a nivel nacional se aprovechó la infraestructura de los Departamentos de Registro y Certificación de las entonces Unidades de Servicios Educativos a Descentralizar (USED) que atendían los servicios de Primaria y Secundaria Abiertas.
El modelo de acreditación y certificación que se instrumentó, consideró desde un principio un esquema descentralizado, en los aspectos de inscripción de estudiantes, solicitud, organización, aplicación, calificación de exámenes y entrega de resultados.
En 1981, se descentraliza el manejo de los ingresos propios del Programa de Acreditación y Certificación de Estudios en la Modalidad Abierta (ACEMA) que integraba los servicios de Primaria, Secundaria y Preparatoria Abierta. En este mismo año, se inicia el proceso de certificación de estudiantes en forma centralizada y a partir de 1983, se comienza el proceso de descentralización de la función de certificación a los estados.

## Planteles
Al ser un sistema de educación no presencial, esta modalidad no cuenta con docentes ni con planteles educativos propiamente dichos, sino con oficinas o centros de servicio de atención al estudiante localizados en cada estado de la República, en los cuales se pueden efectuar diversos trámites y solicitar diferentes servicios.

## Características
No hay una edad mínima ni máxima para ser alumno de la Preparatoria Abierta y tampoco hay un calendario escolar restrictivo que obligue a los estudiantes a terminar sus estudios dentro de un determinado tiempo o en una fecha específica, puesto que las inscripciones están abiertas todo el año. Se puede concluir todos los cursos cuando se desee o se considere más conveniente dependiendo del ritmo de avance y aprendizaje del estudiante, lo cual también permite combinar y alternar el estudio con otras actividades. Los alumnos de Preparatoria Abierta cursan este sistema de manera totalmente autodidacta, a no ser que opten por tomar asesorías académicas para determinadas asignaturas. La calificación final depende en su totalidad de las calificaciones que se obtengan en los exámenes, los cuales se presentan de acuerdo a un calendario de solicitud y presentación de exámenes que puede ser ordinario o extemporáneo. La calificación mínima aprobatoria es de 6.

## Requerimientos
El único requisito es haber finalizado los estudios de secundaria. Si se es un aspirante proveniente del extranjero, se puede acceder a este y a cualquier otro sistema o nivel educativo del país con fundamento en lo dispuesto en el artículo 8.o de la Ley de Migración: 

«...los migrantes podrán acceder a los servicios educativos provistos por los sectores público y privado, independientemente de su situación migratoria y conforme a las disposiciones legales y reglamentarias aplicables; así como que en la prestación de servicios educativos, ningún acto administrativo establecerá restricciones al extranjero, mayores a las establecidas de manera general para los mexicanos...»
Art. 8.o de la Ley de Migración

## Plan de estudios

### Tronco Común
El Plan de Estudios está constituido por 33 asignaturas. De éstas, 17 forman el tronco común, es decir, son asignaturas que todos los estudiantes deben acreditar sin importar el área de especialidad que elijan. Estas asignaturas son:
• Inglés I
• Matemáticas I
• Taller de Redacción I
• Metodología de la Lectura
• Historia Moderna de Occidente
• Metodología del Aprendizaje
• Inglés II
• Matemáticas II
• Taller de Redacción II
• Textos Literarios I
• Historia Mundial Contemporánea
• Apreciación Estética (Pintura)
• Inglés III
• Matemáticas III
• Taller de Redacción III
• Textos Literarios II
• Lógica

### Área de Especialidad
Las 16 asignaturas restantes varían en función del área de especialidad que se escoja. Dichas áreas son Humanidades (H), Ciencias Administrativas y Sociales (CA) y Ciencias Físico-Matemáticas (FM):
• Inglés IV (H, CA, FM)
• Matemáticas IV (H, CA, FM)
• Textos filosóficos I (H, CA, FM)
• Textos Literarios III (H)
• Física I (FM)
• Principios de Química General  45 (CA)
• Principios de Física (H, CA)
• Química (FM)
• Inglés V (H, CA, FM)
• Matemáticas V (CA, FM)
• Textos Filosóficos II (H, CA, FM)
• Textos Políticos y Sociales I (H, CA, FM)
• Física II (FM)
• Principios de Química General 55 (H)
• Biología 56 (H, CA)
• Inglés VI (H, CA, FM)
• Matemáticas VI (CA, FM)
• Textos Científicos (H, CA, FM)
• Textos Políticos y Sociales II (H, CA)
• Historia de México Siglo XX (H, CA, FM)
• Apreciación Estética (Música) (H)
• Biología 66 (FM)
• Bioética (H, CA, FM)